# Fuvola (regiszter)
A Fuvola egy orgonaregiszter, illetve a fuvolacsalád regisztereinek magyar nyelvű gyűjtőneve. Amennyiben egy adott fuvolaregiszter fedett, úgy a nevében a fuvola jelentésű német Flöte szó előtt szerepel a Gedackt, mely fedettet jelent: Gedacktflöte. De nem csak fedettként épülhet meg egy adott fuvolaregiszter, hanem például kvint-, vagy tercfuvolaként is. Amennyiben ez így van, az adott fuvolaregiszter nevében viseli hangmagasságának megnevezését: Quintflöte illetve Terzflöte.